# Heinlaid
Heinlaid (pierwotnie Hainalaidsholm) to 162-hektarowa bezludna, wapienna wyspa przy wybrzeżu hiiumaa w Estonii, 5 km od miasta Heltermaa.

## Położenie
Wyspa należy do gminy Pühalepa, prowincja Hiiu. 
Miasto Heltermaa znajduje się 5 km na północny zachód. Wyspa Vormsi 13 km na północ, Kõverlaid 2,3 km na zachód, Langekare 2,4 km na południe, Hõralaid 7,0 km na północny zachód i Vohilaid 8,3 km na północny zachód. Najbliższa wyspa to Rauarahu 0,9 mil na południe.

## Geografia
Wyspę obejmuje głównie sosnowy gaj, który zaczął się rozwijać w XIX wieku, oraz łąki. Powierzchnia składa się głównie z wapienia. 
Na wyspie występuje gnieżdżący się tam orzeł Bielik.

## Historia
Pierwsza wzmianka o wyspie pojawiła się w 1620 roku. Jej pierwotna nazwa brzmiała Hainalaidsholm. 
Na wyspie występowały w przeszłości hodowle zwierząt (zwłaszcza owiec i bydła), oraz pola uprawne. W XVIII wieku, wyspa była jednym z ważniejszych eksporterów siana w tej części Estonii. Wszelka działalność gospodarcza upadła w połowie XIX wieku.